# Joachim Frank
Joachim Frank (* 12. září 1940, Siegen) je německý biofyzik. V roce 2017 získal Nobelovu cenu za chemii za přínos ke kryoelektronové mikroskopii (spolu s Jacquesem Dubochetem a Richardem Hendersonem), a to především díky tomu, že je autorem metody 3D analýzy molekulárních struktur.

## Život
Roku 1963 vystudoval fyziku na bakalářské úrovni na Freiburské univerzitě, magisterský titul získal na Mnichovské univerzitě, doktorát si udělal na Technické univerzitě v Mnichově, díky výzkumu na biochemickém institutu Maxe Plancka. Postgraduálně pak studoval v USA, a to na Caltechu, Kalifornské univerzitě v Berkeley a Cornellově univerzitě. Poté pracoval v institutu Maxe Plancka, na univerzitě v Cambridgi a od roku 1975 ve Wadsworthově centru v Albany. Zde se věnoval především jednočásticové elektronové mikroskopii. V roce 1986 zde získal hodnost profesora na University at Albany. Od roku 1998 pracoval v Howard Hughes Medical Institute v Marylandu, od roku 2003 působí na Kolumbijské univerzitě jako profesor biochemie a molekulární biofyziky.